# Würzbach (Blies)
Der Würzbach ist ein gut zwölf Kilometer langer Bach im Saarland, der im Blieskastler Ortsteil Lautzkirchen als rechtsseitiger Zufluss in die Blies mündet.

## Name
Der gleichnamige Ort Würzbach wurde erstmals 1181 urkundlich erwähnt („Wercebach“). Das mittelhochdeutsche Wort wirz bedeutet „Pflanze, Bierwürze“.

## Geographie

### Verlauf
Der Würzbach entspringt beim St. Ingberter Ortsteil Reichenbrunn, wo er das Wasser aus mehreren Quellästen (Kurztalbach, Langentalbach) aufnimmt. Er fließt durchweg in östliche Richtungen, erst durch den St. Ingberter Stadtteil Oberwürzbach und den Ortsteil Rittersmühle, anschließend durchquert er den Blieskasteler Stadtteil Niederwürzbach, den Ortsteil Breitermühle und den Stadtteil Lautzkirchen.
Der Würzbach ist gut zwölf Kilometer lang und weist ein Gesamtgefälle von 60 Höhenmetern auf. Neben dem Geißbach ist der Würzbach am Mittellauf einer der beiden Speisebäche des Niederwürzbacher Weihers.
Der Würzbach ist Namensgeber für die Ortschaften Oberwürzbach und Niederwürzbach.

### Zuflüsse
- Reichenbrunnerbach (links), 0,5 km (mit Langentalbach 1,1 km)
- Ettentalbach (links), 1,3 km
- Stockweiherbach (links), 3,0 km
- Geißbach („Frohnsbach“[3]) (links), 3,0 km
- Annahofbach (links), 0,3 km
- Landscheider Bach (rechts), 3,0 km
- Kirkelertalbach (links), 2,4 km
- Bornbach (links), 2,3 km
- (Bach aus der Kitterlichsklamm) (links), 0,7 km
- Alschbach (rechts), 1,8 km (mit Langentalergraben 4,6 km)
- Kirkeler Bach (links), 6,8 km

### Niederwürzbacher Weiher
Der Niederwürzbacher Weiher ist ein 12 ha großer Stausee.

## Naturschutzgebiet

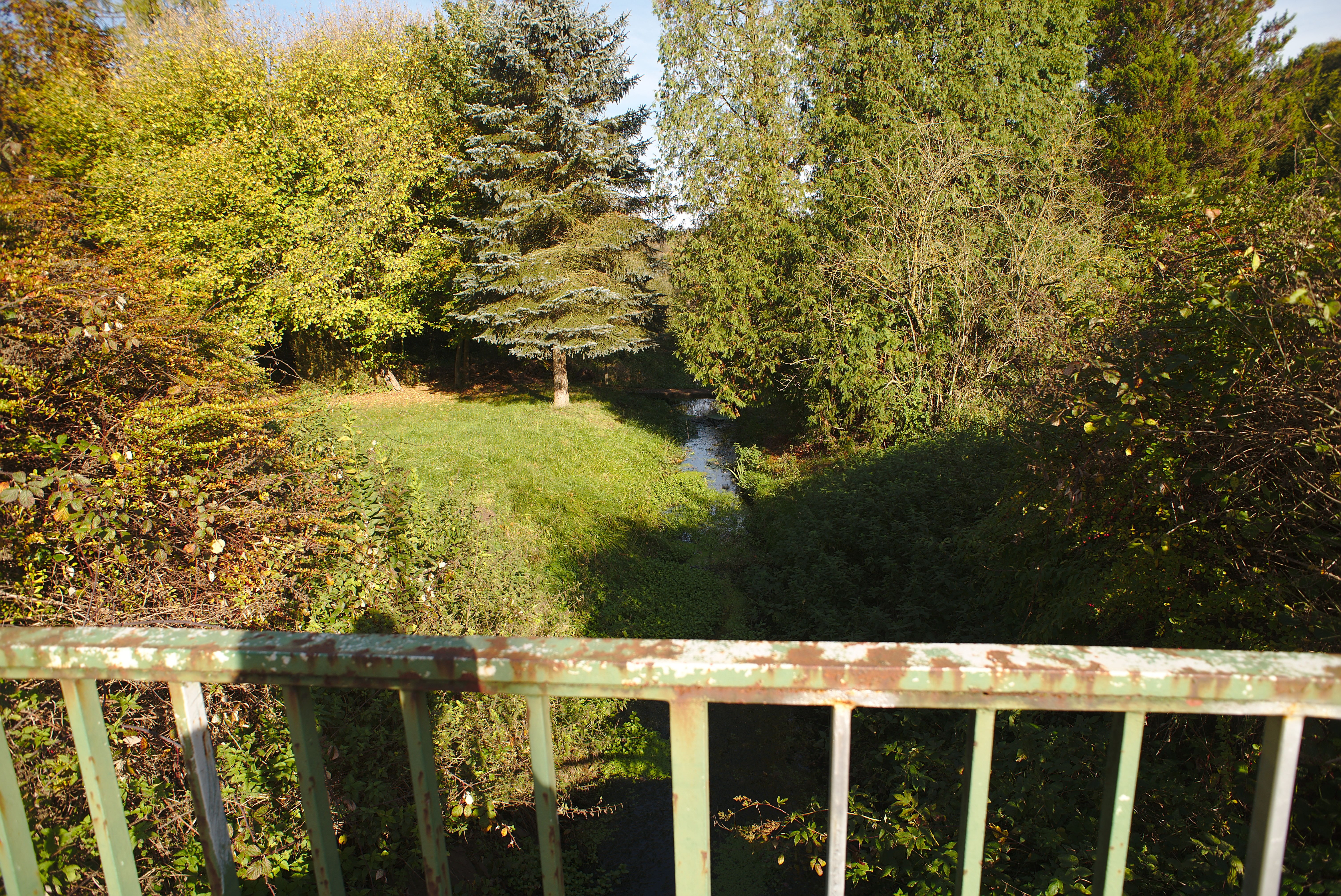
Der Würzbach in dem Naturschutzgebiet bei Rittersmühle

Im Bereich des Ritterstales zwischen Oberwürzbach und der L 111 zwischen Hassel und Niederwürzbach ist ein ca. 18 ha großes Naturschutzgebiet ausgewiesen. Als Schutzzweck werden genannt:

„Schutzzweck ist die Erhaltung, Förderung und Entwicklung eines naturnahen Abschnitts des Würzbachtals mit Großseggenrieden, Röhrichten, Hochstaudenfluren, Weidengebüschen, Talwiesen und Kleingewässern sowie des angrenzenden Hangwaldes [...]“